# 待ちぼうけ (堀ちえみの曲)
「待ちぼうけ」（まちぼうけ）は、1982年8月21日に発売された堀ちえみの3枚目のシングル。発売元はキャニオン・レコード。

## 概要
表題曲の作詞・作曲は竹内まりやが手掛けた。竹内は提供曲を自身でセルフカバーすることが多いが、この曲についてはカバーしていない。デモテープは竹内まりや本人の歌唱によるものだったが、コーラス部分は山下達郎が歌唱しており、受け取った堀は大変驚いたという。
オリコンチャートにおいて、週間最高順位は26位、売上枚数は9.8万枚を記録している。この曲で、1982年末に行われたTBSテレビ系列『第24回日本レコード大賞』新人賞を受賞した。
2005年に開催された歌手活動復帰後のコンサート『青春の忘れ物』の大阪公演にて、ゲストのMBSアナウンサー西靖がこの曲の歌詞を朗読し、もう一人ゲストのMBSパーソナリティ角淳一が途中で止めながら解説をするという演出があった。

### アートワーク
ジャケット写真は2種類存在し、レコード盤はシングルでは初のミルキーレコード（白いレコード）であった。ちなみに堀の作品で初のミルキーレコードは、ファースト・アルバム（LPレコード）の『少女』である。
SMAPの稲垣吾郎は、当時、姉が『待ちぼうけ』のレコードを買ってきて、見たこともない奇麗な白いレコードに感動し、今も宝物のひとつだと、笑っていいとものゲスト出演の時や、他の番組でも語っている。毎日、聴いていたので歌詞を見なくても、歌えるとテレビでアカペラで歌った。

## 収録曲
1. 待ちぼうけ（3分20秒）
作詞・作曲：竹内まりや／編曲：鈴木茂
2. 幸せはモザイク（4分9秒）
作詞：中里綴／作曲：加瀬邦彦／編曲：鈴木茂